# Balavásár község
Balavásár község (románul: Comuna Bălăușeri) község Maros megyében, Romániában. Központja Balavásár, beosztott falvai Egrestő, Fületelke, Nagykend, Szentdemeter, Szénaverős.

## Népessége
A 2011-es népszámlálás adatai alapján a község népessége 4889 fő volt.